# PKP ET22 sorozat
A PKP ET22 sorozat egy lengyel Co'Co' tengelyelrendezésű tehervonati 3000 V DC áramrendszerű villamosmozdony-sorozat. A Pafawag gyártotta 1971 és 1989 között. Összesen 1183 db készült a sorozatból. Becenevei: Byk (Bika) vagy  Krowa tehén) a mérete miatt.

## Gyártása
| Mozdonyszám                    | Gyártó  | Gyártási év | Darabszám |
| ------------------------------ | ------- | ----------- | --------- |
| 001 – 1000, 1003 – 1989        | Pafawag | 1969 – 1989 | 1181      |
| 1001, 1002                     | Pafawag | 1978        | 2         |
| 121 II (a PKP EP23 sorozatból) | Pafawag | 1973        | 1         |

## Napjainkban
A PKP ET22 sorozatot gyakran használják nehéz, éjszakai személyvonatokhoz.

## Mozdonyok felosztása
| Mozdonyszám | Üzemeltető                | Megjegyzések |
| --- | ------------------------- | ------------ |
| 602, 735, 744, 745, 779, 786, 805, 820, 821, 884, 896, 933, 940, 960, 967, 971, 978, 979, 980, 985, 996, 997, 998, 1007, 1008, 1009, 1036 | Białystok                 |              |
| 181, 210, 212, 220, 254, 279, 281, 303, 317, 321, 327, 377, 396, 404, 422, 436, 443, 452, 457, 507, 524, 540, 591, 632, 645, 685, 742, 743, 781, 787, 788, 789, 797, 798, 818, 826, 832, 836, 837, 840, 856, 860, 922, 923, 924, 930, 939, 941, 942, 943, 944, 945, 946, 947, 948, 951, 952, 969, 970, 974, 975, 1018, 1020, 1026, 1027, 1046, 1051, 1056, 1088, 1100, 1108, 1109, 1113, 1114, 1119, 1122, 1125, 1126, 1135, 1144, 1180 | Bydgoszcz                 |              |
| 011, 012, 079, 093, 108, 134, 153, 157, 187, 250, 253, 263, 269, 274, 277, 283, 304, 338, 346, 352, 354, 379, 381, 407, 415, 427, 438, 442, 445, 482, 497, 506, 530, 568, 569, 570, 571, 573, 575, 589, 592, 600, 609, 635, 639, 680, 703, 705, 706, 709, 717, 727, 728, 736, 752, 755, 766, 767, 776, 793, 794, 827, 838, 1012, 1038, 1118, 1121, 1127, 1156, 1172 | Czechowice                |              |
| 191, 196, 201, 216, 241, 242, 293, 298, 360, 389, 395, 403, 424, 433, 509, 510, 538, 539, 576, 577, 581, 582, 604, 750, 843, 844, 845, 857, 858, 859, 1013, 1014, 1015, 1021, 1022, 1096, 1097, 1098, 1105, 1123, 1124, 1162, 1163 | Czerwieńsk                |              |
| 168, 251, 311, 327, 347, 365, 371, 402, 406, 453, 616, 617, 630, 637, 656, 671, 681, 687, 732, 760, 835, 855, 925, 938, 1048, 1090, 1106, 1110, 1120, 1155, 1160 | Gdynia                    |              |
| 003, 015, 051, 155, 203, 261, 299, 300, 301, 308, 309, 310, 329, 344, 353, 385, 430, 434, 494, 501, 525, 574, 590, 605, 660, 662, 665, 666, 668, 683, 693, 694, 695, 696, 698, 699, 702, 712, 715, 726, 738, 747, 753, 754, 763, 764, 765, 777, 782, 809, 810, 814, 834, 841, 842, 847, 851, 852, 853, 914, 915, 920, 957, 958, 961, 964, 966, 972, 973, 983, 995, 1001, 1002, 1005, 1006, 1016, 1017, 1019, 1023, 1032, 1033, 1044, 1045, 1049, 1078, 1128, 1129, 1130, 1137, 1153, 1154, 1158, 1159, 1171, 1173, 1174, 1175                                                 | Katowice                  |              |
| 206, 207, 209, 232, 373, 526, 546, 689, 720, 999, 1142, 1176, 2000 | Krakkó                    |              |
| 182, 211, 224, 225, 265, 320, 322, 330, 819, 824, 833, 849, 976, 989, 1080, 1085, 1145 | Lublin                    |              |
| 073, 086, 101, 156, 158, 171, 222, 272, 368, 375, 380, 390, 465, 473, 474, 489, 490, 491, 492, 493, 503, 517, 531, 566, 601, 606, 607, 608, 615, 621, 631, 661, 669, 673, 674, 675, 678, 679, 682, 697, 700, 701, 708, 710, 711, 713, 718, 729, 730, 739, 740, 795, 796, 871, 872, 879, 881, 921, 1000, 1136, 1157, 1181 | Łazy                      |              |
| 260, 333, 349, 374, 384, 421, 437, 439, 440, 444, 478, 549, 551, 556, 578, 584, 586, 597, 619, 625, 627, 629, 633, 640, 642, 643, 644, 647, 648, 649, 650, 651, 652, 653, 654, 655, 657, 658, 659, 663, 664, 676, 677, 684, 686, 690, 691, 692, 704, 716, 721, 722, 723, 724, 734, 746, 748, 749, 756, 757, 758, 759, 762, 770, 771, 784, 785, 804, 806, 807, 808, 815, 817, 846, 861, 862, 866, 867, 868, 870, 873, 875, 876, 885, 886, 892, 894, 895, 931, 932, 934, 949, 953, 987, 988, 1028, 1029, 1037, 1039, 1040, 1042, 1043, 1053, 1054, 1060, 1064, 1111, 1115, 1161 | Łódź                      |              |
| 135, 162, 163, 165, 170, 173, 174, 193, 195, 198, 199, 202, 214, 218, 219, 227, 239, 243, 244, 245, 246, 247, 248, 249, 256, 258, 271, 290, 294, 295, 306, 312, 324, 325, 331, 332, 337, 343, 345, 348, 359, 361, 362, 386, 387, 388, 391, 392, 393, 394, 397, 417, 418, 419, 423, 425, 426, 429, 446, 451, 500, 505, 508, 511, 512, 536, 537, 583, 585, 587, 593, 603, 641, 707, 737, 741, 751, 761, 813, 823, 829, 839, 887, 916, 917, 1094, 1095, 1177 | Ostrów                    |              |
| 001, 063, 099, 102, 125, 128, 130, 137, 144, 147, 149, 159, 175, 190, 213, 228, 231, 252, 267, 319, 323, 328, 369, 548, 848, 854, 863, 864, 865, 977, 990, 991, 1047, 1050, 1052, 1055, 1057, 1058, 1059, 1061, 1062, 1063, 1066, 1067, 1068, 1069, 1079, 1084, 1086, 1133, 1134, 1138, 1139, 1140, 1141, 1143, 1146, 1147, 1179 | Skarżysko                 |              |
| 233, 262, 284, 363, 398, 399, 401, 405, 410, 412, 413, 420, 448, 454, 458, 459, 461, 462, 470, 471, 486, 487, 488, 495, 521, 522, 523, 541, 542, 543, 544, 545, 547, 552, 558, 559, 560, 565, 579, 588, 594, 595, 596, 618, 623, 624, 638, 731, 768, 772, 773, 774, 775, 790, 792, 799, 803, 831, 850, 880, 900, 901, 902, 903, 904, 905, 906, 907, 909, 910, 911, 912, 913, 918, 919, 1011, 1024, 1025, 1030, 1031, 1070, 1072, 1073, 1074, 1101, 1112, 1168 | Szczecin                  |              |
| 563, 612, 822, 825, 828, 830, 893, 965, 968, 984, 1010, 1065, 1081, 1082, 1083, 1087, 1102, 1103, 1104, 1107, 1116, 1117, 1182 | Varsó                     |              |
| 010, 014, 016, 017, 020, 023, 037, 080, 091, 092, 177, 179, 257, 259, 270, 273, 275, 282, 316, 342, 370, 376, 378, 411, 447, 449, 469, 496, 555, 561, 610, 611, 614, 622, 626, 636, 646, 800, 801, 811, 812, 816, 869, 877, 878, 882, 883, 888, 889, 890, 891, 897, 898, 899, 908, 926, 927, 928, 929, 935, 936, 937, 950, 954, 956, 959, 962, 963, 981, 982, 986, 992, 993, 994, 1003, 1004, 1034, 1035, 1041, 1075, 1076, 1077, 1089, 1091, 1092, 1093, 1099, 1131, 1132, 1148, 1149, 1150, 1151, 1152, 1164, 1165, 1166, 1167, 1170, 1178, 1183                            | Wrocław                   |              |
| 094, 114, 117, 133, 140, 186, 286, 288, 307, 314, 316, 334, 335, 340, 341, 350, 355, 356, 357, 358, 367, 382, 428, 456, 464, 467, 498, 499, 513, 514, 515, 516, 519, 520, 527, 528, 529, 532, 533, 534, 535, 554, 562, 670, 688, 719, 874 | Żurawica                  |              |
| 121 | Jaworzyna Śląska – múzeum | ex EP23-001  |